# ニコニコQ
ニコニコQとはniconicoが提供する質問投稿サービスである。

## 概要
niconico(く)の新機能として2018年7月5日からサービス開始。クイズやアンケートを投稿することが可能で、投稿した質問はニコニコ動画の投稿動画の説明文、SNSでの共有、Webページへの埋め込みをすることができる。マイリスト機能も実装されており、お気に入りの質問や来場者アンケートなどを簡単に使えるようにすることができる。ニコニコQには以下の種類がある。
| 種類             | 内容                                      |
| ---------------- | ----------------------------------------- |
| 単問クイズ       | 問題は1問のみ。                           |
| 複数問クイズ     | 2問以上10問までの問題を出題できる。       |
| 単問アンケート   | アンケートは1問のみ。                     |
| 複数問アンケート | 2問以上10問までのアンケートを出題できる。 |

解答には説明文を追加することができ、結果発表のときのメッセージを正解数に応じて設定することもできる。

## 歴史
以下はニコニコQの歴史である。

### 2018年
- 7月5日 - サービス開始。
- 7月19日 - 「ニコニコQを埋め込む」機能の実験を開始。
- 7月31日 - ニコニコ動画の動画説明文でニコニコQを使用できるように。
- 8月31日 - クイズに解説を付けられるように。

### 2019年
- 3月20日 - アンケートの結果を小数第1位まで表示されるように。
- 4月11日 - 投稿時に好きな画像をサムネイルに設定できるように。
- 6月27日 - 自分の生放送用のQを作成できるように[3]。